# G-Dragon
G-Dragon, pseudonimo di Kwon Ji-yong (권지용?, 權志龍?, Gwon Ji-yongLR, Kwŏn ChiyongMR; Seul, 18 agosto 1988), è un rapper, cantautore, produttore discografico, imprenditore e fashion designer sudcoreano, definito "Re del K-pop" da varie fonti tra cui Vogue, Dazed e Rolling Stone.
Ha debuttato nel 2006 come leader dei Big Bang, uno dei gruppi più famosi al mondo. Nel 2009 ha pubblicato il suo primo album come solista, Heartbreaker, che ha vinto i Mnet Asian Music Awards come "Album dell'anno". Seguono successi come l'EP One of a Kind, del 2012, e il primo tour mondiale da solista. Nel 2013 esce l'album Coup d'Etat e nel 2017 l'EP Kwon Ji Yong. All'EP ha fatto seguito il tour Act III: M.O.T.T.E, il più grande tour mondiale mai compiuto da un artista coreano come singolo. Scrivendo canzoni per la sua band, come singolo e per i singoli dei suoi compagni di gruppo, in totale G-Dragon ha scritto 23 canzoni che sono state numero uno nella Gaon Digital Chart, molte delle quali sono state anche da lui co-prodotte.
Oltre che nel mondo della musica, G-Dragon è conosciuto anche come icona della moda, e nel 2016 Forbes l'ha scelto come la persona sotto i trent'anni più influente nel settore dell'intrattenimento e dello sport asiatico.

## Biografia
G-Dragon è nato il 18 agosto 1988 a Seul, Corea del Sud. Si iscrisse alla Kyung Hee University nel 2008 per studiare musica postmoderna. In seguito abbandonò gli studi a causa dei suoi impegni, e si laureò in Studi Sportivi e Ricreativi alla Gukje Cyber University, ottenendo una laurea triennale nel 2013. G-Dragon si laureò nel 2016 con un master in contenuti e distribuzione al dettaglio presso la Sejong University. I piani per un dottorato di ricerca furono rimandati per consentire il suo arruolamento militare.

## Carriera

### 1994-2008: gli inizi
G-Dragon inizia la sua carriera all'età di sei anni, come membro del gruppo Little Roo'Ra. Il gruppo pubblica un album natalizio, dopodiché il loro contratto viene terminato. Nonostante il piccolo G-Dragon avesse deciso di non tentare più la carriera come cantante, viene poi selezionato dalla SM Entertainment, dove si specializza in musica e ballo. Nel 2001, dopo aver cominciato a studiare rap sulla scia del Wu-Tang Clan, partecipa alla realizzazione dell'album Flex, diventando il più giovane rapper coreano all'età di tredici anni. Dopo aver frequentato una scuola estiva organizzata dal gruppo hip hop sudcoreano People Crew, alla quale si era unito dopo aver implorato la madre, conobbe Lee Hee Sung, membro di un altro gruppo hip hop sudcoreano, gli X-teen, che aveva cercato di trasformare G-dragon nel Bow Wow coreano. In questo stesso periodo conosce quello che diventerà poi uno dei membri dei Big Bang, Choi Seung-hyun, con cui si incontra per provare balli e rap.

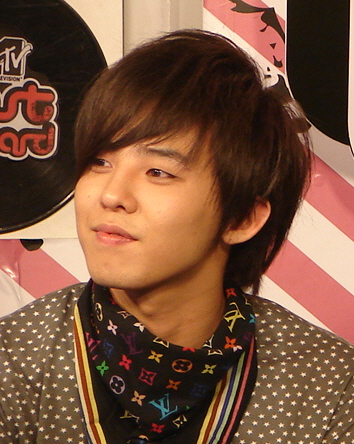
G-Dragon nel 2007.

Firma poi un contratto con la YG Entertainment, e nello stesso periodo sceglie G-Dragon come suo nome d'arte. Inizialmente avrebbe dovuto debuttare in un duo assieme al compagno Dong Young-bae, poi conosciuto come Taeyang, ma la YG Entertainment decide di formare una band, piano che inizialmente G-Dragon non accoglie con entusiasmo. G-Dragon contatta allora Choi Seung-hyun, che partecipa a un'audizione e viene selezionato per far parte della band con il nome di T.O.P. Per partecipare alla band vengono scelti anche Lee Seung-hyun (Seungri), Kang Dae-sung (Daesung) e per un breve periodo anche Jang Hyun-seung, poi scartato. G-Dragon, oltre ad essere uno dei due rapper della boy band sudcoreana, ne è anche il leader.
Nel 2006 esce il loro primo album, Bigbang Vol.1, che riscuote un discreto successo, vendendo più di 100,000 copie. L'album include anche un primo singolo di G-Dragon, una cover di This Love dei Maroon 5. Nel 2007 esce l'EP Always, con numerose canzoni composte da G-Dragon stesso, tra cui Lies, che per diverse settimane resta numero uno nelle classifiche coreane e vince la "Canzone dell'anno" ai Mnet Asian Music Awards. I due EP successivi, Hot Issue e Stand Up vedono di nuovo in cima alle classifiche due brani musicali composti e prodotti da G-Dragon, Last Farewell e Haru Haru. Partecipa anche alla produzione dell'EP di Taeyang Hot del 2008. Nel 2009 collabora anche con la rapper Lexy e con la boy band giapponese W-inds.

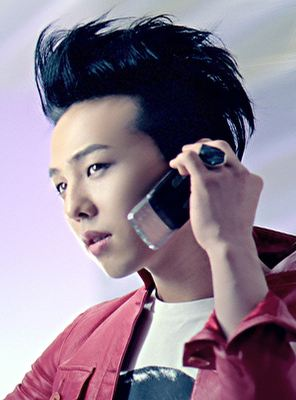
G-Dragon in una pubblicità del 2009.

### 2009-2011:Heartbreakere GD & TOP
Nel 2009 debutta come solista pubblicando l'album Heartbreaker, da cui è estratto il singolo omonimo, giunto alla prima posizione dei singoli più venduti in Corea. Anche l'album è uno dei dischi più venduti dell'anno, con oltre 200 000 copie, e vince i Mnet Asian Music Awards come "Album dell'anno". Tuttavia il singolo Heartbreaker crea anche alcune polemiche intorno all'artista, incluse varie accuse di plagio a causa di somiglianze con Right Round di Flo Rida. In seguito, l'azienda musicale EMI che aveva prodotto la canzone di Flo Rida disse che non erano state trovate somiglianze tra le due canzoni.

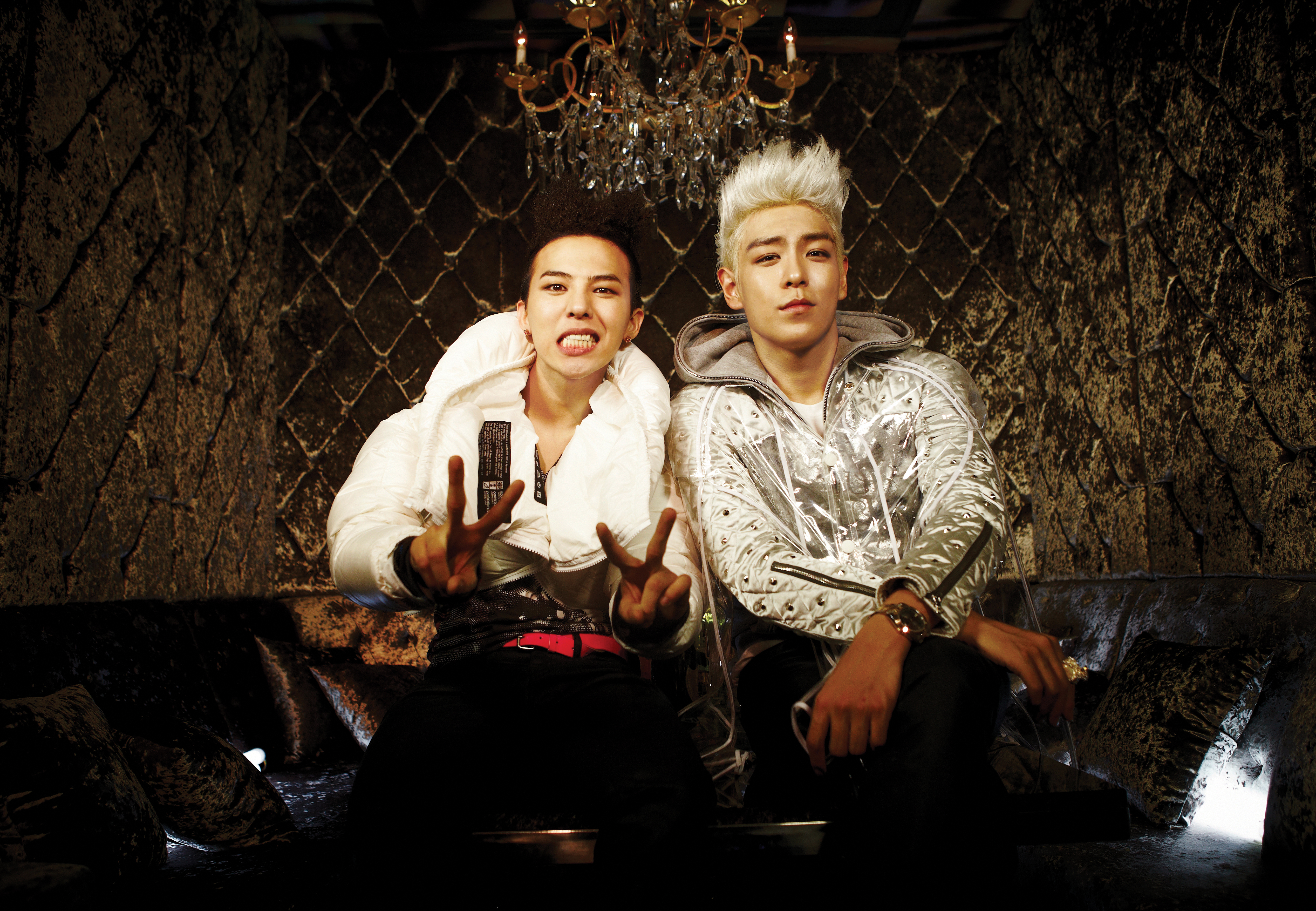
GD & TOP, 2010.

Il 6 marzo 2010, la YG Entertainment annunciò di aver contattato personalmente i rappresentanti di Flo Rida, chiedendogli di partecipare all'album live di G-Dragon, Shine a Light, richiesta che Flo Rida accettò. Per promuovere il suo album, G-Dragon tenne il suo primo concerto da solista all'Olympic Gymnastics Arena nel dicembre 2009. Il nome del concerto, "Shine a Light", derivava dal testo della sua canzone A Boy. Il concerto ha poi scatenato polemiche a seguito di denunce di oscenità e contenuti suggestivi. Successivamente, il Ministero coreano della Salute, del Welfare e degli Affari Familiari ha chiesto ai procuratori del governo di indagare se G-Dragon o la YG Entertainment avessero violato le leggi sulle esibizioni oscene durante il suo concerto. Il 15 marzo 2010 il rapper viene assolto da tutte le accuse. Dopo quasi un anno di pausa, G-Dragon e il compagno di gruppo T.O.P collaborano alla realizzazione dell'album GD & TOP, pubblicato nel novembre 2010. Dall'album sono estratti tre singoli: High High, Oh Yeah, e Knock Out, tutti e tre giunti fra le prime tre posizioni della classifica Circle Chart, ed High High arrivato sino alla prima posizione. Anche l'album debutta alla prima posizione con preordini di 200 000 copie. Nel 2011 G-Dragon partecipa anche al programma televisivo Infinite Challenge, collaborando con Park Myeong-su e Park Bom.
Sempre nel 2011, G-Dragon è coinvolto in uno scandalo per aver fumato della marijuana, ma dai test risulta solamente una piccola quantità, motivo per cui viene rilasciato senza che venga presentato un atto d'accusa. In seguito, durante un'intervista, il cantante dichiara che dopo una festa in Giappone gli era stata offerta una sigaretta, e che non aveva capito che si trattasse di marijuana dato che non ne aveva mai sentito l'odore prima.

### 2012-2014:One of a KindeCoup d'Etat

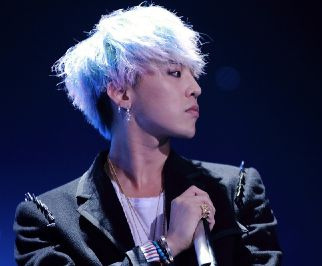
G-Dragon nel luglio del 2013.

Mentre lavorava a nuovi materiali da solista, G-Dragon è apparso nella versione giapponese dell'album Young Foolish Happy di Pixie Lott, insieme a T.O.P. Il 2012 è l'anno del primo tour mondiale della band e corrisponde all'uscita dell'album Alive. Oltre all'album con i Big Bang, G-Dragon lavora anche sulla sua carriera da solista: esce il suo primo EP, One of a Kind, che entra nella classifica Billboard 200. L'EP contiene, tra gli altri, il singolo One of a Kind, che vince il premio come miglior canzone Hip Hop e Rap dell'anno ai Korean Music Awards e ai Rhythmer Awards, e il singolo Crayon, che entra nella top 3 nelle classifiche, e That XX, che arriva in testa alle classifiche. L'album vende 200.000 copie, diventando l'album singolo più venduto in Corea dal suo album di debutto Heartbreaker del 2009. Con Crayon vince poi gli Mnet Asian Music Awards come miglior artista maschile. G-Dragon è poi il secondo artista coreano ad organizzare come singolo un tour mondiale, con il One of a Kind World Tour. La produzione del tour costò 3,5 milioni di dollari, rendendolo il più grande tour nella storia coreana dell'epoca. G-Dragon visita otto nazioni e tredici città, per un totale di ventisette concerti e di 570.000 partecipanti.
Nel 2013 annuncia la pubblicazione del suo nuovo album Coup d'Etat, che contiene collaborazioni con Diplo, Baauer, Boys Noize, Sky Ferreira, Jennie e Missy Elliott. Sei canzoni dell'album entrano nella Gaon Digital Chart, e Who You? raggiunge il primo posto. Anche quest'album entra a far parte della classifica Billboard 200, e G-Dragon è il primo coreano ad entrarci più di una volta. Il successo dell'album lo porta a vincere quattro premi agli Mnet Asian Music Awards l'anno seguente, come miglior artista maschile, miglior video musicale (per Coup d'Etat), miglior esibizione di ballo (per Crooked) e il premio più prestigioso, quello di artista dell'anno. Vince poi due premi anche ai World Music Awards, tra cui quello per il miglior album.
Nel 2014, oltre a scrivere alcune canzoni per altri gruppi, aiuta Taeyang con la produzione del suo nuovo album Rise, scrivendo e producendo i singoli principali Ringa Linga e Stay With Me, nel quale compare come artista ospite. Sempre con Taeyang, nel novembre dello stesso anno pubblica la canzone Good Boy, che supera 100 milioni di visualizzazioni su YouTube. In dicembre esce anche la canzone Dirty Vibe, frutto di una collaborazione con Skrillex, Diplo e CL; il singolo ha debuttato alla quindicesima posizione della Billboard Hot Dance/Electronic Songs e alla posizione numero 21 della Dance/Electronic Digital Songs, rendendo G-Dragon e CL i primi artisti sudcoreani ad entrare in tali classifiche.

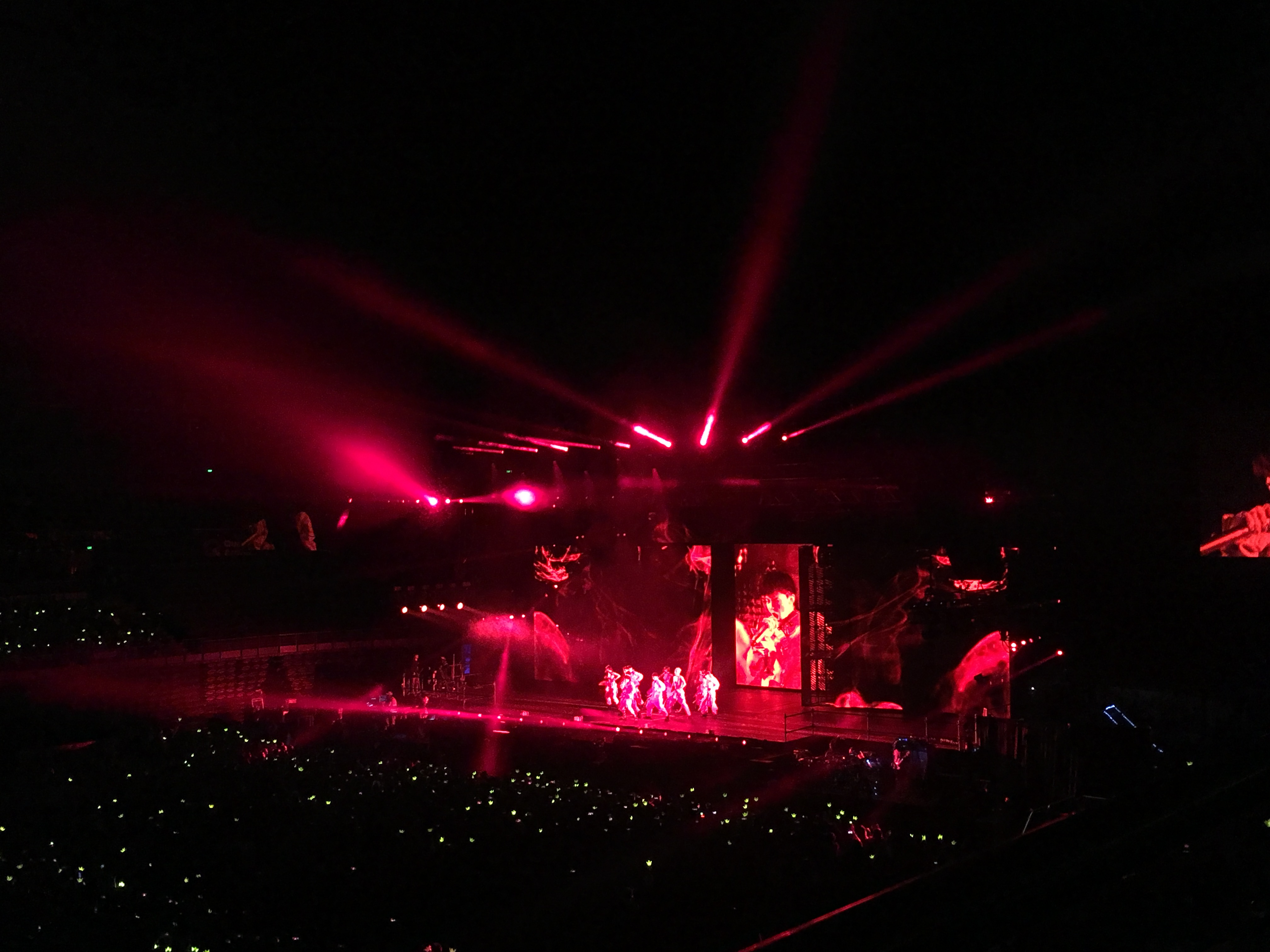
Il concerto tenutosi a Sydney nel 2017, una delle tappe del M.O.T.T.E World Tour di G-Dragon.

### 2015-2018:MadeeKwon Ji Yong
Tra il 2015 e il 2016 esce l'album dei Big Bang Made e il gruppo inizia un secondo tour mondiale di successo. Nel 2015, ha partecipato per la terza volta consecutiva al festival musicale Infinite Challenge, per la prima volta con il compagno di band Taeyang. Il duo ha collaborato con Hwang Kwanghee degli ZE:A e ha pubblicato il singolo Mapsosa, che ha raggiunto il secondo posto nella Gaon Digital Chart e ha venduto 1,1 milioni di copie entro la fine dell'anno, diventando uno dei brani più venduti del 2015. L'anno seguente tornò a recitare nello stesso show, nello speciale della Muhan Company, dove recitò per la prima volta. Inoltre, ha collaborato insieme alla rapper britannica M.I.A. nella canzone Temple di Baauer, tratta dal suo album di debutto Aa. La canzone si è piazzata alla 36ª posizione nella classifica Dance/Electronic Digital Songs di Billboard e alla posizione numero 26 nella classifica Hot Dance/Electronic Songs, rendendolo il primo artista maschile coreano ad entrare in classifica due volte in entrambe le classifiche.
G-Dragon continua a collaborare anche con altri artisti; all'inizio del 2017 collabora ad esempio con IU per il singolo Palette, che dà il nome al nuovo album della cantante. G-Dragon comincia poi a lavorare al suo nuovo album e a un nuovo tour mondiale come solista. L'EP ha come tema la necessità di allontanarsi dalla figura di G-Dragon, considerata soltanto un personaggio teatrale e costruito per il pubblico, e di mostrare con sincerità ai fan la parte più fragile e sincera del cantante: per questo, il titolo scelto per l'album è Kwon Ji-yong, il vero nome dell'artista. L'EP riceve alcune critiche perché esce sotto forma di chiavetta USB e non di CD; al di là di questo, l'album arriva in cima alle classifiche in 46 paesi, compresi gli Stati Uniti, ed entra nella classifica Billiboard 200. Sei giorni dopo l'uscita, supera un milione di copie vendute. Il suo secondo tour mondiale, Act III: M.O.T.T.E World Tour, comincia il 10 giugno 2017 a Seoul e visita 29 città in Europa, Asia, Nord America e Oceania. È il più grande tour di sempre per un solista coreano. Nel settembre del 2018 esce anche un documentario che esplora il tour da dietro le quinte.

### 2022-presente: il ritorno
Il 4 aprile 2022 pubblica Still Life con i Big Bang; si tratta del primo singolo del gruppo dopo quattro anni. Il 1º gennaio 2023 la YG Entertainment ha annunciato che il contratto dell'artista era in scadenza, ma che nonostante ciò avrebbe ancora collaborato con l'etichetta per delle pubblicità in attesa di un eventuale rinnovo. Il 20 dicembre 2023 lascia ufficialmente la YG Entertainment. Lo stesso giorno, l'artista firma per la Galaxy Corporation, con l'intento di ritornare nelle scene musicali al più presto.
Il 31 ottobre 2024 pubblica il singolo Power, dopo 7 anni d'inattività. Contestualmente, il cantante firma un contratto con l'Empire Distribution. Un altro brano inedito, Home Sweet Home, è stato pubblicato il successivo 22 novembre in collaborazione con i membri dei Big Bang Taeyang e Kang Dae-sung. Il giorno successivo il trio si esibisce ai MAMA Awards, dove ha eseguito i brani Power, Untitled, 2014, Fantastic Baby e Bang Bang Bang. Home Sweet Home ha successivamente raggiunto la prima posizione nella Circle Digital Chart della Corea del Sud. G-Dragon ha fatto ulteriori apparizioni all'SBS Gayo Daejeon il giorno di Natale del 2024 e al Le Gala Des Pièces Jaunes il 23 gennaio 2025 assieme a Taeyang.
Il 4 febbraio 2025 annuncia l'uscita del suo terzo album in studio, Übermensch, avvenuta il 25 dello stesso mese. Nel frattempo, l'artista collabora con Kim Tae-ho, produttore della serie Infinite Challenge, per la produzione di Good Day, un programma di varietà musicale presentato in anteprima il 16 febbraio su MBC TV e Disney+.

## Stile musicale

### Musica

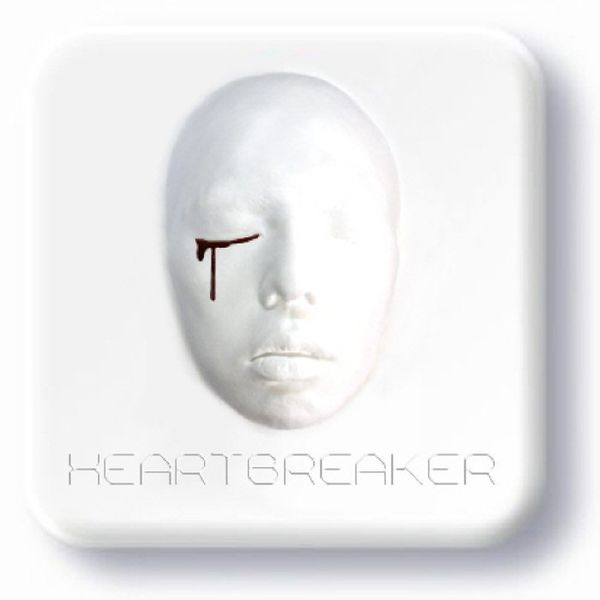
La copertina dell'album Heartbreaker del 2009.

La produzione discografica di G-Dragon è principalmente di genere hip hop, con cui ha cominciato la sua carriera a dodici anni partecipando all'album Flex. Tra i musicisti che l'hanno ispirato, il Wu-Tang Clan e il cantante americano Pharrell Williams, ma ad influenzarlo sono stati anche Jinusean, Fabolous e Kanye West. Con il gruppo dei Big Bang, G-Dragon ha prodotto varie canzoni hip hop prima che il quintetto cominciasse a sperimentare la musica elettronica, che grazie al loro contributo divenne una nuova tendenza musicale in Corea. I Big Bang hanno così incorporato vari generi all'interno della loro produzione musicale, mentre G-Dragon si è focalizzato nell'hip hop per la sua carriera da solista e per le collaborazioni con T.O.P e con Taeyang. Il suo primo album, Heartbreaker è infatti un misto di musica dance, hip-hop e R&B, e la musica acustica, l'hip hop e la musica elettronica hanno influenzato l'album GD & TOP.

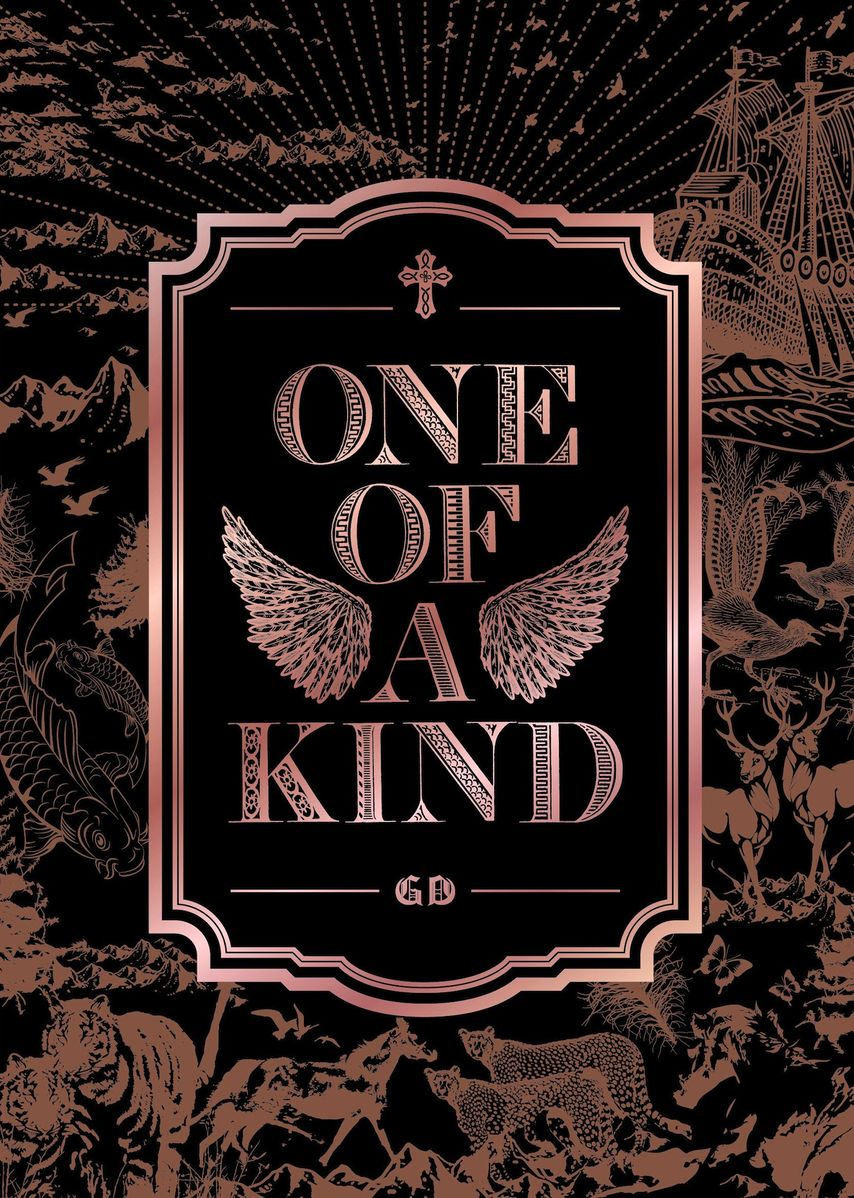
La copertina dell'EP One of a Kind del 2012.

Nella sua carriera da solista, G-Dragon ha poi prodotto il singolo Crayon, dall'EP One of a Kind, che è un misto di musica elettronica e hip-hop, mentre One of a kind è una canzone hip-hop e rap. Il suo secondo album, Coup d'Etat, è conosciuto per essere un eclettico misto di hip-hop, rock, dubstep e pop. Anche l'album Kwon Ji Yong contiene canzoni di genere hip-hop e R&B, con l'eccezione del singolo Untitled, 2014, che nonostante G-Dragon sia principalmente un rapper è una semplice ballata cantata sulle note di un accompagnamento di pianoforte.

### Temi
G-Dragon scrive personalmente la maggior parte delle sue canzoni. La rivista Spin ha dichiarato che la sua musica sembra sfidare gli standard del K-pop, senza temere di essere innovativa.
The Guardian ha notato come le sue canzoni emergano per "temi più profondi, come l'autodistruzione e il narcisismo". Il testo della canzone "A Boy" è nato ad esempio in risposta alle accuse di plagio ricevute nel 2009, a cui G-Dragon risponde rifiutando di rinunciare alla sua carriera nonostante le critiche da parte del pubblico. "Crooked" è stata creata per esprimere un lato di sé "pieno di angoscia e disperazione", che domanda di rimanere da solo e non ha bisogno della "simpatia ricoperta di zucchero" di nessuno. "One of a Kind" tratta temi come il denaro e la fama, ed è ricordata dalla rivista Ize come una delle canzoni più memorabili dell'artista. All'interno dell'album Kwon Ji-yong, poi, G-Dragon analizza vari lati della sua personalità, esponendo il desiderio di mostrare sé stesso senza maschere: "Volevo ricordare Kwon Ji Yong, non G-Dragon. Per me, Kwon Ji Yong è più importante, quindi ho deciso di presentarlo ufficialmente al pubblico." All'interno dell'album, con "Middle Fingers Up" l'artista racconta del numero sempre più piccolo di persone che fanno parte della sua cerchia sociale, mentre in "Untitled, 2014" esprime tutto il suo rimorso nei confronti di una persona che l'ha lasciato, in un singolo che è stato descritto come una "lettera ad un amante del passato".

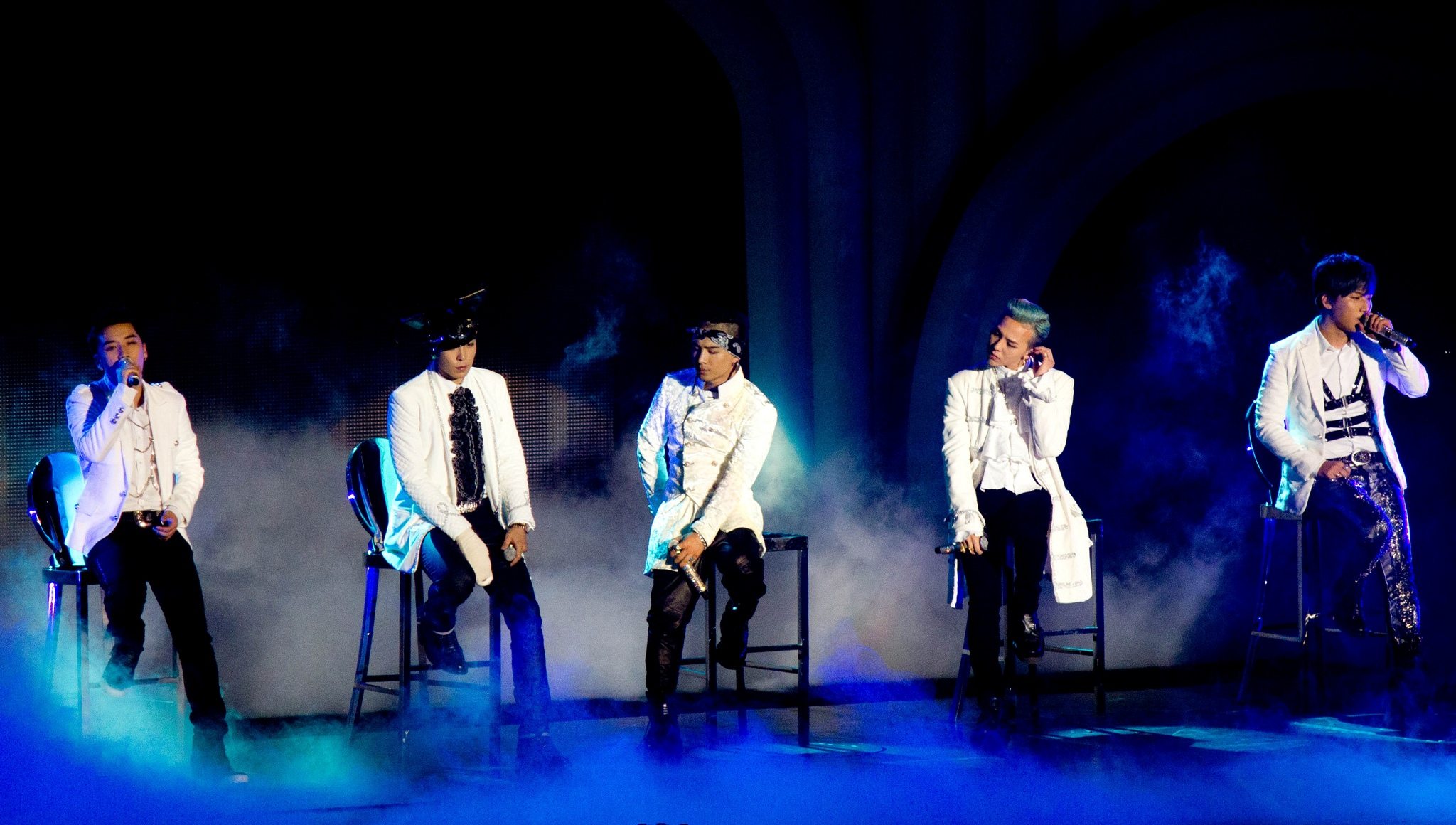
I Big Bang nel 2012.

Anche nelle canzoni scritte per i Big Bang G-Dragon affronta vari temi: "If You" si ispira ad un periodo durante il quale l'artista era innamorato, mentre "Bae Bae" è ispirato alle opere dell'artista britannico Francis Bacon e dall'erotismo dei suoi dipinti. G-Dragon ha poi scritto canzoni anche per la carriera da solisti di Seungri, Taeyang e Daesung, oltre che per i gruppi Ikon e 2NE1. È stato spesso descritto come un "perfezionista" e ricordato per essere molto critico durante le prove in studio di registrazione.

### Presenza scenica e alter ego
La presenza scenica e le performance di G-Dragon sono state molto apprezzate nel tempo. In una recensione del suo One of a Kind World Tour, Billboard ha affermato che G-Dragon era un "artista molto energico" e che stava superando i limiti con questo tour, descritto come "vivace" e "un evento al livello di Michael Jackson". MWave ha affermato che G-Dragon ha dimostrato di essere davvero unico nel suo genere, "esplodendo con il suo stile e la sua personalità per tutto il concerto". Il critico ha concluso che il rapper "ha riempito perfettamente ogni angolo del palco con la sua presenza solista". Il suo secondo tour mondiale, Act III: M.O.T.T.E, ha ricevuto recensioni entusiastiche da parte della critica e dei fan ed è stato notato per essere più intimo e personale. In una recensione di una delle sue esibizioni in Thailandia, Riddhi Chakraborty di Rolling Stone India ha elogiato il cantante-rapper per aver eseguito "coreografie precise" con "entusiasmo incrollabile [...] e brutale onestà", mentre Kimberly Lim di The New Paper ha anche notato come G-Dragon "abbia eseguito mosse agili e che sfidano la gravità" in uno dei suoi concerti a Macao.
Billboard K-Town descrive le sue produzioni come su larga scala, spettacolari e permeate dalla sua personalità, spesso includendo una band dal vivo accanto a ballerini professionisti, vari cambi di costume e l'uso di effetti pirotecnici. Anche gli abiti da esibizione del cantante-rapper hanno attirato l'attenzione: la rivista Dazed ha sottolineato che G-Dragon ha la "rara capacità di giocare con disinvoltura e sfrontatezza nelle sue scelte sartoriali" e di creare abiti che trasformano "il ridicolo in sublime e l'impraticabile in necessario". G-Dragon spiega che, sebbene i suoi "abiti da palcoscenico siano vistosi, schietti, glamour ed eleganti", sono molto diversi dai suoi "normali abiti da giorno", preferendo indossare abiti "vistosi e schietti" quando si esibisce rispetto a uno stile più casual fuori dal palco.
Durante la promozione del suo EP Kwon Ji Yong, ha rivelato di aver creato l'alter ego G-Dragon per separare la sua identità sul palco da quella reale. Seoul Beats ha descritto G-Dragon come "affascinante, arrogante ed energico", in contrapposizione alla sua personalità "umile e discreta" nella vita reale. In un'intervista del 2017 per Elle, ha descritto G-Dragon come qualcuno che è "pieno di fiducia in se stesso" ed è "una persona più elegante e forte", mentre Kwon Ji-yong è un "ragazzo introverso" con "molti pensieri nella sua mente". Dopo l'uscita di Kwon Ji Yong e durante il tour di Act III: M.O.T.T.E, G-Dragon espresse il desiderio di prendere le distanze dal suo alter ego. Rolling Stone India ha sottolineato come, durante il terzo atto dei concerti, i fan abbiano potuto assistere allo scioglimento del "piuttosto minaccioso G-Dragon nel timido Ji Yong".

## Immagine pubblica

### Arte e moda

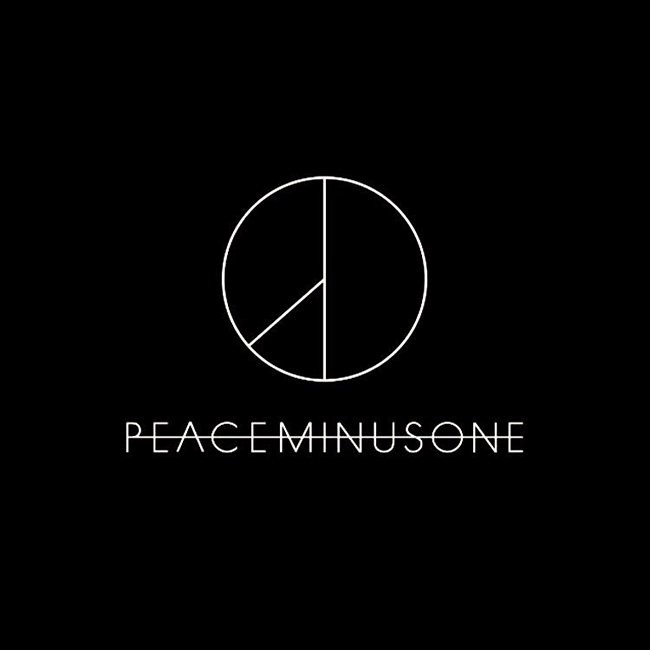
Il logo del marchio di G-Dragon, Peaceminusone.

Nel 2013, G-Dragon ha collaborato con Ambush nella produzione di abbigliamento e accessori, e nel 2014 ha lanciato con la Chow Tai Fook Enterprises una collezione di gioielli da lui disegnata, mentre nel 2015 ha collaborato anche con Giuseppe Zanotti. Nello stesso anno ha aperto una mostra d'arte intitolata Peaceminusone: Beyond the Stage, esponendo 200 opere d'arte di dodici artisti provenienti da varie parti del mondo, tra cui Michael Scoggins, Sophie Clements e James Clar. La mostra, che si è tenuta al museo d'arte di Seoul dal 6 giugno al 23 agosto 2015, ha richiesto quasi un anno di lavoro da parte di G-Dragon, che voleva unire l'arte moderna e la cultura pop con lo scopo di far conoscere nuovi artisti al pubblico.
Nel 2016 ha poi collaborato con il marchio 8 Seconds, disegnando una collezione di street fashion che conteneva un design innovativo, adatto sia per gli uomini che per le donne. Nell'ottobre dello stesso anno, G-Dragon ha lanciato il suo marchio personale, Peaceminusone, come negozio online assieme al suo stilista Gee Eun, esponendo tra le altre cose cappellini, gioielli e cuffiette. Più tardi, due veri e propri negozi sono stati aperti rispettivamente a Londra e a Seoul. Dal 2017 è diventato anche ambasciatore di Chanel, un marchio per cui l'artista non aveva mai nascosto la propria ammirazione. In un'intervista su Dazed, ad esempio, G-Dragon ha raccontato come ami indossare gli abiti di quel marchio, e in particolare è conosciuto per aver indossato anche abiti femminili.
Dall'1 al 18 agosto 2019 è stata poi aperta una mostra d'arte chiamata "Untitled, 2017" in cui sono state esposte alcune opere d'arte disegnate da G-Dragon, tra cui una serie di suoi quadri intitolata "Flower Road". Nel novembre del 2019, Peaceminusone ha collaborato con Nike nel disegnare un nuovo paio di scarpe che comprende il disegno di una margherita, simbolo dello stesso G-Dragon, e un disegno opera dell'artista che con il tempo risale in superficie.

### Attività commerciali
Nel 2012, G-Dragon ha fatto costruire come regalo per la sua famiglia un hotel, che è ora gestito dai suoi genitori ed è aperto anche ai fan. Il 20 ottobre 2015, G-Dragon ha ufficialmente aperto il suo primo caffè sull'isola di Jeju, il "Monsant Cafe", e nel 2017 ne ha aperto un secondo con il nome di "Untitled, 2017", ispirato al titolo della sua canzone Untitled 2014. Contiene anche una pista da bowling disegnata da G-Dragon stesso e si trova all'interno del complesso di edifici della YG Entertainment.

## Filantropia
G-Dragon ha sostenuto varie organizzazioni di beneficenza nel corso degli anni. In particolare, ha collaborato con la campagna With organizzata dalla YG Entertainment per far costruire delle infrastrutture in Nepal e ad Haiti. In generale, è stato riportato che è sua abitudine fare delle donazioni ogni anno nel giorno del suo compleanno, il 18 di agosto; nel 2017, in quest'occasione il cantante ha donato all'agenzia delle Nazioni Unite per i rifugiati 81.8 milioni di won, che corrispondono a circa 80,000 dollari. G-Dragon ha partecipato anche a donazioni per l'ospedale nazionale dell'università di Seoul e alle campagne di Product Red per combattere l'AIDS. Nel 2017, inoltre, è stata piantata sull'isola di Jeju una foresta di agrumi che porta il vero nome dell'artista, Kwon Ji-yong, i cui frutti sono stati donati in occasione di alcuni eventi di beneficenza.
Nel dicembre 2023, G-Dragon annunciò che avrebbe creato la JusPeace Foundation per combattere la tossicodipendenza e sostenere gli artisti. La fondazione fu lanciata nell'agosto 2024, donando 300 milioni di won (230.000 dollari all'epoca) per contribuire all'avvio e ricopre il ruolo di presidente onorario.

## Impatto
Descritto come un "cantautore geniale" dal The Korea Times, il ruolo di G-Dragon nella produzione di molti dei materiali dei Big Bang così presto nella loro carriera è stato considerato "insolito" all'epoca, poiché la maggior parte delle band K-pop sono prodotte invece che autoprodotte. Il suo coinvolgimento ha plasmato il modo in cui i nuovi gruppi idol interagiscono con la loro musica, tanto che il Korea Times ha riconosciuto che la sua "popolarità senza precedenti" e il suo riconoscimento "hanno ispirato molti giovani aspiranti idol a diventare cantautori". Gli artisti che hanno citato il suo lavoro come influenza includono: Zico, Be'O, BamBam dei Got7, Jung Kook e J-Hope dei BTS, Ricky degli Zerobaseone, Rocky degli Astro, S.Coups dei Seventeen, Jaden Smith, Younha, One, Lee Seung-hwan, Kim Eana, DinDin e Grimes, che afferma che il K-pop, in particolare G-Dragon, ha influenzato il suo stile musicale "più visivamente che altro". Il vincitore di Mix Nine, Woo Jin-young, ha dichiarato che This Love di G-Dragon lo ha ispirato a diventare un rapper.
La sua musica ha ricevuto vari apprezzamenti dalla critica. Il brano One of a Kind è inserito nel libro del critico musicale coreano Kim Bong-hyun sulle canzoni hip hop coreane più influenti dal 1989 al 2016, definendolo uno dei 28 brani che hanno plasmato il genere. È stata anche l'unica canzone di un artista solista ad essere inclusa nella lista del 2016 delle migliori canzoni di un idol maschile degli ultimi 20 anni stilata da The Dong-a Ilbo. Nel frattempo, Spin ha nominato Crayon il miglior singolo K-pop del 2012, con David Bevan che ha commentato che il brano "sembrava quasi troppo grande per l'occasione, troppo sfacciato per provenire dal leader di una boy band". Nel 2013, Crooked è stata votata come canzone dell'anno da MTV Iggy, e il sito web ha commentato che "G-Dragon ha fatto scalpore nel mondo del K-pop e non solo con il suo album solista Coup d'Etat. Crooked da quell'album era il suono infinitamente riproducibile della sua grande svolta". Nel 2008, G-Dragon è diventato la persona più giovane ad essere inserita nella lista dei 10 più grandi compositori coreani all'età di vent'anni. La Korea Music Copyright Association attualmente elenca oltre 180 canzoni sotto il nome di G-Dragon. Nel 2015, si stimava che i guadagni annuali di G-Dragon derivanti dalle royalties delle canzoni superassero i 700.000 dollari all'anno. È stato il cantautore in tournée più pagato in Corea, guadagnando di più dalle royalties sulla scrittura delle canzoni nel 2012. Nel 2018, ha vinto, a pari merito con il produttore della YG Entertainment Teddy Park, il premio per il maggior numero di royalties guadagnate per la scrittura di testi e la composizione di canzoni nel campo della musica popolare dalla Korean Music Copyright Association. Entrambi hanno ricevuto il premio Daesang per questo, rendendo G-Dragon il primo, e finora unico idol, a ricevere questo tipo di premio.
Nel 2011, G-Dragon è stato menzionato dalla CNN come nella lista dei "50 motivi per cui Seul è la città migliore" e nel 2013 è stato inserito in cima alla lista delle entità più influenti del K-Pop"stilata da Ilgan Sports. Nello stesso anno, Diplo ha elogiato G-Dragon, definendolo "il più grande della scena K-pop". Il rapper è stato inserito nella lista di Forbes Corea dei "Korea 2030 Power Leaders" per tre anni consecutivi, l'ultimo dei quali nel 2014. Nel 2018, 35 dirigenti di 35 aziende dell'industria musicale sudcoreana hanno scelto G-Dragon come miglior solista in Corea, mentre ABS-CBN lo ha inserito nella lista dei loro leader idol K-pop preferiti, citando la sua creatività, dedizione e duro lavoro. La sua arte, la sua carriera dai mille volti, la sua popolarità e il suo livello di influenza hanno attirato paragoni con il cantante americano Michael Jackson da parte di Billboard, Vogue e I-D, che lo hanno definito "il Michael Jackson del millennio".

## Vita privata
G-Dragon si è iscritto alla Kyung Hee University nel 2008 per studiare musica postmoderna. In seguito si è ritirato e ha scelto di specializzarsi in Leisure Sports Studies presso la Gukje Cyber University e ha ottenuto la laurea triennale nel 2013. Si è laureato nel 2016 presso la Sejong University. I piani per il dottorato sono stati rinviati a causa del suo arruolamento militare. Nel 2018, The Gazette Review ha stimato che il patrimonio netto di G-Dragon è di $40 milioni. Il rapper ha ottenuto un ampio seguito sui social media, e nel gennaio 2019 era l'account coreano più seguito su Instagram con oltre 16.1 milioni di follower.
G-Dragon ha iniziato il servizio militare obbligatorio il 27 febbraio 2018 ed è stato congedato il 26 ottobre 2019.
Nel giugno 2024, il KAIST nomina G-Dragon professore ospite per un periodo biennale, durante il quale avrebbe tenuto lezioni di leadership agli studenti dell'università. Nell'aprile 2025, G-Dragon ha iniziato a lavorare a un progetto congiunto con KAIST per garantire la competitività globale integrando le più recenti conoscenze scientifiche e tecnologiche nel K-content.

## Discografia

### Da solista

#### Album in studio
- 2009 – Heartbreaker
- 2013 – Coup d'Etat
- 2025 – Übermensch

#### EP
- 2012 – One of a Kind
- 2017 – Kwon Ji Yong

#### Album dal vivo
- 2010 – Shine a Light
- 2013 – 1st World Tour Commemorative Vinyl LP – One of A Kind
- 2013 – 2013 G-Dragon World Tour Live CD [One Of A Kind in Seoul]
- 2013 – 2013 G-Dragon 1st World Tour [One Of A Kind] The Final

### Raccolte
- 2013 – Coup d'Etat + One of a Kind & Heartbreaker

#### Singoli
- 2007 – This Love
- 2008 – Naman Barabwa Part 2
- 2009 – But I Love U
- 2009 – Heartbreaker
- 2009 – Breathe
- 2009 – Butterfly
- 2012 – One of a Kind
- 2012 – That XX
- 2012 – Crayon
- 2013 – MichiGo
- 2013 – Black (feat. Jennie)
- 2013 – Who You?
- 2013 – Crooked
- 2013 – Who you?
- 2013 – Niliria (feat. Missy Elliott)
- 2017 – Untitled, 2014
- 2024 – Power
- 2024 – Home Sweet Home (feat. Taeyang e Kang Dae-sung)
- 2025 – Too Bad (feat. Anderson Paak)

#### Collaborazioni
- 2001 – Storm (Perry feat. G-Dragon, Sean e Masta Wu)
- 2002 – Magic Eye (Wheesung feat. G-Dragon)
- 2003 – Intro (Seven feat. G-Dragon e Perry)
- 2006 – Run(Seven feat. G-Dragon e Taeyang)
- 2006 – Can You Feel Me (Seven feat. G-Dragon)
- 2006 – Anystar (Park Bom feat. G-Dragon e Gummy)
- 2007 – Super Fly (Lexy feat. G-Dragon, T.O.P e Taeyang)
- 2007 – So in Love Pt.2 (Kim Jo-han feat. G-Dragon)
- 2008 – Intro – Work it Now (Gummy feat. G-Dragon)
- 2008 – Party (Uhm Jung-hwa feat. G-Dragon)
- 2008 – D.I.S.C.O Pt.2 (Uhm Jung-hwa feat. G-Dragon)
- 2008 – What (YMGA feat. G-Dragon, Teddy, Kush, Perry e CL)
- 2009 – Strong Baby (Seungri feat. G-Dragon)
- 2009 – Rain is Fallin (W-inds feat. G-Dragon)
- 2010 – I Need a Girl (Taeyang feat. G-Dragon)
- 2011 – Open the Window (Seungri feat. G-Dragon)
- 2012 – Dancing on My Own (Pixie Lott feat. G-Dragon e T.O.P)
- 2012 – Blue Frog (Psy feat. G-Dragon)
- 2013 – Bubble Butt (Major Lazer feat. Bruno Mars, G-Dragon, T.O.P, Tyga e Mystic)
- 2013 – Let's Talk About Love (Seungri feat. G-Dragon e Taeyang)
- 2014 – Dirty Vibe (Skrillex feat. Diplo, G-Dragon e CL)
- 2014 – Stay With Me (Taeyang feat. G-Dragon)
- 2016 – Temple (Baauer feat. M.I.A. e G-Dragon)
- 2017 – Complex (Zion.T feat. G-Dragon)
- 2017 – Palette (IU feat. G-Dragon)
- 2017 – Fact Assault (Psy feat. G-Dragon)

### Con i Big Bang
- 2006 – Bigbang Vol. 1
- 2008 – Number 1
- 2008 – Remember
- 2009 – Big Bang
- 2011 – Big Bang 2
- 2012 – Alive
- 2016 – Made Series
- 2016 – Made

### Con i GD & TOP
- 2010 – GD & TOP

## Tournée

### Da solista
- 2013 – One of a Kind World Tour
- 2017 – Act III: M.O.T.T.E World Tour

### Con i Big Bang
- 2012/13 – Alive Galaxy World Tour
- 2013/14 – Japan Dome Tour
- 2014/15 – Japan Dome Tour "X"
- 2015/16 – Made World Tour
- 2016/17 – 0.TO.10
- 2017 – Last Dance Tour

## Riconoscimenti
G-Dragon ha vinto 2 Golden Disc Award, 2 Korean Music Award, 2 MBC Entertainment Award, 2 World Music Award, 7 Mnet Asian Music Award, 6 Melon Music Award e molti altri premi. Nel 2008, G-Dragon è stato insignito del premio per Most Influential Men of the Year sponsorizzato dalla rivista Arena, e nel 2013, ha ricevuto il premio Style Icon of the Year allo Style Icon Asia, essendo il primo solo cantante per vincere il premio indiviso. È stato scelto da GQ Korea come il loro uomo dell'anno nel 2015. Inoltre, G-Dragon è stato insignito del premio Pop Culture & Arts Awards 2016, tenuto dal Ministero della Cultura, dello Sport e del Turismo coreano, riconosciuto per la sua influenza e il successo sulla musica e la moda.